# Penrith (New South Wales)
Der Ort Penrith ist das Zentrum der Local Government Area (LGA) Penrith City im Westen Sydneys in New South Wales, Australien.

## Geographie
Der Ort liegt am Fuße der Blue Mountains am Nepean River. Er ist Teil der Metropolregion Sydney und etwa 50 Kilometer vom Stadtzentrum entfernt.
In Penrith befindet sich das Rathaus der LGA. Mit 1457 Einwohnern pro Quadratkilometer ist der Ort dicht besiedelt.
Angrenzende Orte im Uhrzeigersinn von Norden aus sind Castlereagh, Cranebrook, Cambridge Gardens, Cambridge Park, Kingswood, South Penrith, Jamisontown und Emu Plains.
Quer durch Penrith verläuft der Great Western Highway.

## Geschichte
Vor der europäischen Besiedlung war die Umgebung des heutigen Penrith von den Darug besiedelt.
Nach der Ausrufung der Gemeinde Penrith im Mai 1871 wurde am 18. Juli 1871 die erste Stadtratssitzung abgehalten. Zu jener Zeit wohnten lediglich 836 Personen im Ort. Aufgrund seiner Lage spielte Penrith eine wichtige Rolle bei der Erschließung des Landesinneren. Von hier aus begannen Expeditionen in die Blue Mountains, außerdem wurde die Infrastruktur der Stadt für den Durchgangsverkehr zu den Goldabbaugebieten angepasst, so etwa durch die Errichtung der bis heute bestehenden Victoria Bridge im Jahre 1867. Für die Eisenbahn wurde 1905 eine Brücke errichtet, die Rail Bridge.
1890 wurde Penrith die erste Stadt in der Metropolregion Sydney, die ihre Bewohner mit elektrischem Strom belieferte. Eine Müllabfuhr wurde in den frühen 1920er-Jahren geschaffen. 1949 wurden St Marys, Castlereagh und Teile des ehemaligen Nepean Shire eingegliedert. 1963 folgten Emu Plains und Emu Heights.
Im Jahr 2012 wurde mit Thornton ein neuer Stadtteil etabliert, der sich nördlich des Bahnhofes befindet und auf 40 Hektar etwa 2000 Wohnungen in Einfamilienhäusern und Apartmenthäusern beherbergt. Die Fläche befand sich zuvor im Eigentum des Verteidigungsministeriums.

## Demographie
Mit Stand von 2021 hatte Penrith 17.966 Einwohner, von denen 14.424 die australische Staatsangehörigkeit besaßen. 1075 Personen im Ort waren Aborigines (5,98 %), womit deren Zahl über dem Landesschnitt von 2,92 % lag. Weitere 15 Einwohner waren Torres-Strait-Insulaner.
Insgesamt 517 Menschen aus Penrith wurden in England geboren. Weitere Einwohner, die im Ausland geboren wurden, kamen aus Indien (484), den Philippinen (403) und Neuseeland (357).
Das Medianalter lag bei 36 Jahren. Das mittlere Einkommen pro Person betrug 812 Australische Dollar, das mittlere Haushaltseinkommen lag bei 1397 AUD, womit es zu den niedrigeren Haushaltseinkommen im landesweiten Vergleich (1746 AUD) zählte.

## Öffentliche Einrichtungen
In Penrith gibt es insgesamt sechs Bildungseinrichtungen, darunter die Penrith Public School. Weiterhin gibt es 29 Parks sowie sechs öffentliche Sportstätten. Der Ort beherbergt drei Filialen der Australia Post. Im Rahmen der öffentlichen Ordnung gibt es eine Feuerwehr sowie eine Polizeidienststelle. Weiterhin existiert eine Filiale von Services NSW.
Der Bahnhof von Penrith ist Endhaltepunkt der Blue Mountains Line sowie der Linie T1 von Sydney Trains, die die West- mit der Ost- und Nordstadt Sydneys verbindet.

## Kultur und Freizeit

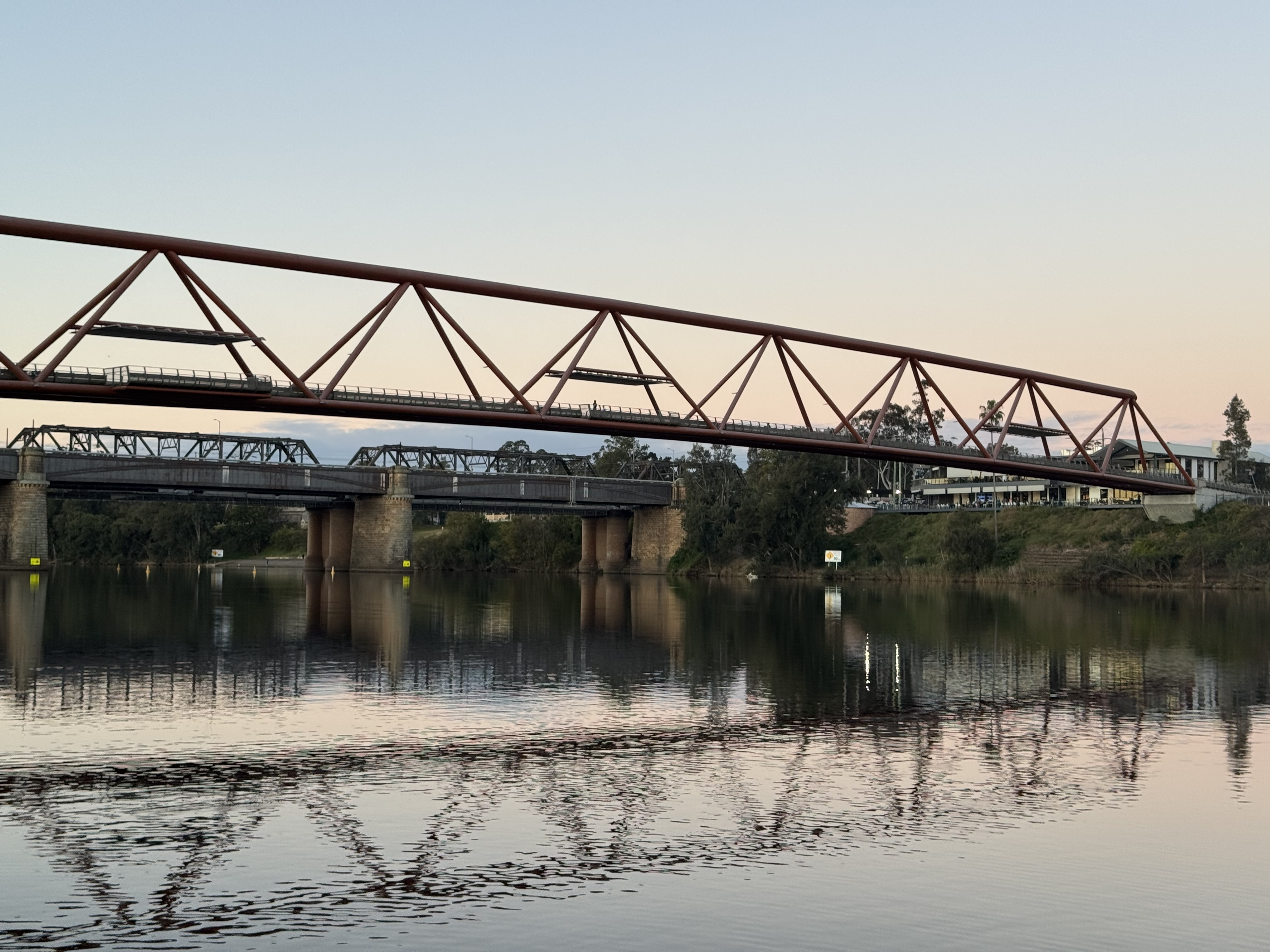
Fußgängerbrücke Yandhai Nepean Crossing, dahinter befindet sich die Victoria Bridge (2025).

Das Penrith Stadium ist Heimspielort der Penrith Panthers. Im Westen des Ortes am Nepean River wurde 2018 die Yandhai Nepan Crossing Pedestrian Bridge eröffnet, die mit einer Länge von 258 Metern als die Fußgängerbrücke in Australien mit der längsten freien Spannweite (200 m) gilt. Sie ist Teil des Great River Walks, eines 6,4 Kilometer langen Rundweges um den Fluss.
Als wichtige Hauptstraße dient die High Street. Zwischen ihr und dem Great Western Highway befindet sich das Westfield Penrith (ehemals Penrith Plaza), ein großes Einkaufszentrum.